# Оконишников, Павел Сергеевич
Павел Сергеевич Окони́шников (1852 — 5 (18) мая 1913, Москва) — российский предприниматель, коннозаводчик; московский купец вначале 2-й, затем 1-й гильдии. Потомственный почетный гражданин.

## Биография
Происходил из московского купеческого рода, семейное дело было основано в 1747 году. Его отец, коммерции советник Сергей Петрович Оконишников, относился к числу крупнейших оптовых торговцев-скупщиков мануфактурных товаров. В 1876 году он открыл семейное предприятие — торговый дом «Сергей Оконишников с сыном и Ко». Контора компании находилась в Шуйском подворье в Юшковом переулке. Оконишниковым также принадлежал ряд владений на Большой Якиманке. Павел Сергеевич руководил торговым домом с 1901 года после смерти отца. Входил в состав правления Товарищества ткацкой мануфактуры В. И. Белова.
С 1883 по 1885 занимал должность гильдейского старосты Московской купеческой управы. Выборный (1894—1903), кандидат в выборные (1903-06) Московского биржевого общества. В 1910—1913 годах выборный Московского купеческого общества. С 1884 казначей Пятницкого отделения Дамского попечительства о бедных в Москве.
Был попечителем ряда учебных заведений: Сокольнического начального городского мужского училища, частной женской гимназии О. Протопоповой, земского училища Рузского уезда, почетным блюстителем Полоцкого училища для девиц духовного звания. Также жертвовал деньги на деятельность Московского дамского попечительства о бедных и Общества попечительства об улучшении быта учащихся в начальных училищах Москвы.
Оконишников стал видным специалистом в сфере рысистого коневодства. Являлся владельцем рысистого конного завода, располагавшегося в селе Комлево Рузского уезда Московской губернии. Входил в Московское общество поощрения рысистого коннозаводства, с 1884 почётный член, с 1895 — действительный. В 1903-06 и с 1909 являлся его вице-президентом, став первым выходцем из купечества на руководящей должности в обществе. При участии Оконишникова при обществе был создан ветеринарный лазарет.
В 1902 году Оконишников приобрёл у губернского секретаря Д. Д. Сонцова участок на углу Петербургского шоссе и Лазовского переулка для строительства загородной виллы. В 1903 году было построено одноэтажное здание с жилым подвалом, на участке также возвели ряд служебных построек, включая конюшни. После завершения строительства в 1905 году Оконишников заложил новое имение в Московском городском кредитном обществе, а в 1907 году имение отошло его сестре А. С. Сорокоумовской, после чего было продано. Главный дом имения сохранился и с 2019 года имеет статус объекта культурного наследия регионального значения.
Собирал картины, антикварную мебель и бронзу.

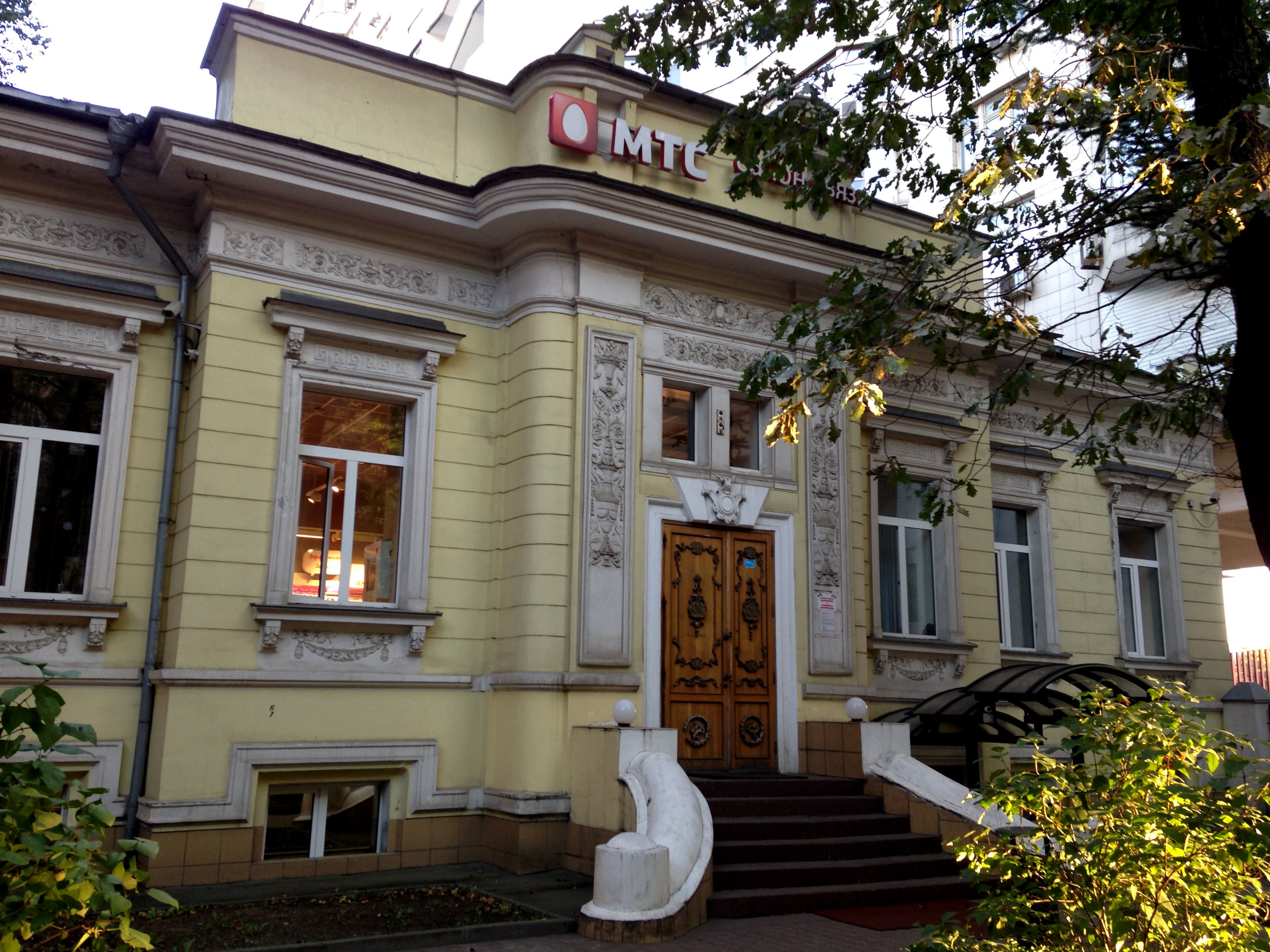
Загородная вилла Оконишникова (Москва, ул. Константина Симонова)
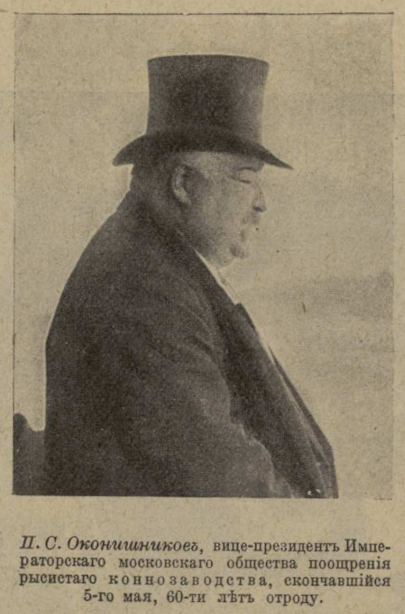
Некролог в журнале «Искры»